# Živalska farma
Živalska farma (v izvirniku angleško Animal Farm) je politična satira britanskega pisatelja Georga Orwella, v kateri je alegorično opisan Stalinov totalitarizem. Orwell je bil levičar in član Neodvisne delavske stranke. Po dogodkih v španski državljanski vojni je bil zelo kritičen do Stalina in njegove različice komunizma.

## Vsebina
Zgodba se začne na Graščinski farmi, kjer nezadovoljne živali po navdihujočem govoru Majorja, starega merjasca, izženejo kmeta Jonesa, ki jih samo izkorišča in jim ne pušča nobene svobode. Farmo preimenujejo v Živalsko farmo, določijo himno, zastavo in ostale simbole, ter 7 zapovedi – načel animalizma, katerega osnovna misel je enakopravnost vseh živali in popolno zavračanje človeških lastnosti, kot so nošnja obleke, ubijanje drugih živali, spanje v posteljah, uživanje alkohola in kajenje. Farmo vodijo prašiči, najinteligentnejše živali na farmi. Prašiči se naučijo tudi brati in pisati, večina drugih živali pri tem ni tako uspešna.
Poleg Napoleona je na farmi tudi prašič Debelinko, ki se z Napoleonom dostikrat ne strinja in predlaga svoje ideje o razvoju farme. Debelinko je tudi tisti, ki za razbremenitev živali in povečanje produktivnosti predlaga gradnjo mlina na veter. Temu Napoleon seveda nasprotuje.
Kmalu se na farmo vrne kmet Jones z več ljudmi, z namenom dobiti farmo nazaj v svojo last. Debelinko uspešno vodi obrambo in živali uspejo napad odbiti.
Odločijo se za volitve med Debelinkom in Napoleonom. Ko živali postanejo bolj naklonjene Debelinkovi ideji o gradnji mlina, si oblast kmalu nepošteno prisluži Napoleon in s pomočjo devetih psov, ki jih je vzredil, nasilno izžene Debelinka. Postane tiran in začne spreminjati zapovedi, zdaj imajo največ pravic prašiči, ostale živali pa morajo trdo delati. Razvije kult osebnosti, njegov sodelavec Minimus pa sestavi novo himno, ki opeva le Napoleona. Ob tem ukaže gradnjo mlina na veter, z lažjo, da je bila to v resnici njegova ideja. Njegov namestnik Cvilko ves čas opravičuje Napoleona in s propagando živali odvrača od kritičnih vprašanj. Ko se mlin ob neurju podre, Napoleon za to obtoži Debelinka in z grožnjo od nekaterih živali izsili priznanje, da so pomagale Debelinku. Te živali so nato kljub zapovedi, ki govori proti ubijanju drugih živali, kruto pobite.
V nadaljevanju prične spreminjati zgodovino, s čimer omalovažuje Debelinka, svoje početje pa opravičuje tudi s spreminjanjem sedmih zapovedi v skladu s potrebami svoje politike. Prašiči se kljub zapovedim kmalu preselijo v Jonesovo hišo in pričnejo trgovati z dvema bližnjima kmetoma - gospodom Pilkingtonom in gospodom Frederickom, čeprav so bili bratski odnosi ali celo trgovina z ljudmi prepovedani. Frederick nato Napoleona prevara in s številnim moštvom vpade na farmo. Pri tem je ubitih precej živali, a ko porušijo mlin na veter, živali izvedejo močan protinapad in Fredericka izženejo.
Po tem se farma po zaslugi garanja živali dobro razvija, a sad njihovega dela skoraj v celoti poberejo prašiči in psi. Prašiči kljub eni od zapovedi pričnejo uživati tudi alkohol in posebej Napoleon je velikokrat pijan. Ostale živali so nezadovoljne, a v strahu pred kaznijo in zaradi propagande, ki kaže napredek, garajo še naprej. Kljub temu, da Napoleon živalim po določeni starosti obljubi upokojitev, se ob dosegi te starosti ne upokoji nobena od živali.
Na koncu živali opazijo, da so prašiči pričeli hoditi po zadnjih nogah in nositi človeške obleke. Ob priliki priredijo zabavo, na katero povabijo ljudi. Tu Napoleon sklene prijateljstvo z ljudmi, farmo preimenuje nazaj v graščinsko in ovrže načela živalske revolucije. Ob popivanju in kartanju ostale živali zgroženo opazijo, da so si ljudje in prašiči tako po obnašanju, kot tudi po videzu postali praktično enaki.

### Alegorija
Načela animalizma prikazujejo marksizem, Napoleonov režim pa Stalinov totalitarizem. Večina živali ima tako svojega vzornika v nekaterih osebah iz zgodovine.

## Osebe
Živali so zasnovane na resničnih osebah:

### Prašiči
- Napoleon - prašič, ki po uporu postane voditelj Živalske farme. Zasnovan na Stalinu, za vzdrževanje in vzpostavitev svojega režima uporablja vojsko devetih psov. Z njimi izžene svojega nasprotnika Debelinka in ustrahuje druge živali. Postopoma iz animalizma ustvari totalitarizem in postane diktator.
- Debelinko - prašič, ki se bori proti Napoleonu. Predstavljal naj bi Leva Trockega, je čustven intelektualec in ima, za razliko od svojega nasprotnika, dobre namene. Pridobi si naklonjenost in glasove večine živali, toda izženejo ga Napoleonovi psi (Trocki je bil izgnan v Mehiko, kjer je bil umorjen). Medtem ko je Trocki v obeh Orwellovih delih, Živalski farmi in 1984 prikazan kot sočuten, ga je Orwell pravzaprav sovražil zaradi njegovih teženj k nacionalizmu.
- Minimus - pesnik, ki piše pesmi o Napoleonu, predstavlja Stalinove občudovalce zunaj in znotraj ZSSR, npr. Maksim Gorki
- Stari major - zasnovan na Leninu in Marxu polni knjigo z navdihom. Je pozitiven lik, čeprav je trpel veliko manj od ostalih živali, ki ga spoštujejo zaradi njegove inteligence, starosti in izkušenosti. Orwell se je kot socialist strinjal z nekaterimi Marxovimi in Leninovimi načeli. Stari major alegorično prikazuje tudi moč govora, s katero navdihne živali. Stari major tudi ni bil žrtev bivšega režima in predstavlja mlade generacije, ki so sovražile režim, v katerem pravzaprav nikoli niso živele.
- Cvilko - javni govornik, zasnovan na Vjačeslavu Mihajloviču Molotovu in ruskem časopisu Pravda, obrača besede, da bi opravičil Napoleonova dejanja. Z njim je Orwell prikazal rabo političnega jezika, ki »po nepotrebnem otežuje razumevanje, mede in dezorientira poslušalce«. Če se kljub temu pojavijo nasprotne trditve, jih opomni, da se ob neupoštevanju pravil lahko vsak trenutek vrne gospod Jones.

### Ljudje
- Kmet Jones - kmet, ki je živel na kmetiji in jo vodil, preden so se živali zaradi njegovega zanemarjanja uprle. Predstavlja Nikolaja II., cesarja, ki je vladal Rusiji pred revolucijo.
- Gospod Frederick - kmet, ki prvi med ljudmi sklene zavezništvo z Napoleonom in živalsko farmo. Predstavlja Hitlerja, ki je pred začetkom 2. svetovne vojne sklenil pakt o nenapadanju z Rusi.

### Ostale živali
- Boksač - Močan, deloven konj, ki se trudi za dobro kmetije, prašiči pa ga tako izkoriščajo. Predstavlja delavski razred. Ko zaradi starosti in zgaranosti obnemore, ga Napoleon brez kančka slabe vesti odda konjedercu in ga uporabi kot zgled, da bi se vse živali toliko žrtvovale za farmo.
- Micka - kobila, ki je bila iz časov kmeta Jonesa navajena na sladkorčke, ki ji jih je delil gospodar in okraske v obliki trakcev na sebi. Po izgonu Jonesa kmalu pobegne s farme. Predstavlja ljudi, ki so po oktobrski revoluciji pobegnili iz Sovjetske zveze.
- Benjamin - Majhen, star osel, ki velja za eno pametnejših živali na farmi. Je tudi eden redkih živali poleg prašičev, ki zna dobro brati in tudi razumeti napisano. Verjame, da nov sistem živalim ne koristi in tudi vidi slabšanje politike na farmi, vendar svojega mnenja ne izraža. Predstavlja razred intelektualcev, ki so trezno ocenili situacijo, a molčali iz strahu pred represijo. Nekateri pravijo, da naj bi osel predstavljal samega pisatelja. Nek pisateljev prijatelj naj bi pisatelja po tem, ko je prebral knjigo, začel klicati »Donkey George«.

## Zanimivosti
- Skupina Pink Floyd je leta 1977 izdala konceptualni album Animals (Živali: angleščina, dob. 'angleško'), ki predstavlja ljudi kot prašiče, ovce ali pse. Pesmi so povezane z Živalsko farmo, naslovnica pa je bila uporabljena tudi za film 1984, posnet po Orwellovem romanu 1984.